# Боровкова Наталія Леонідівна
Наталія Леонідівна Боровкова (нар.. 1949) — радянська і російська актриса театру і кіно, Заслужена артистка РРФСР (1985).

## Життєпис
Народилася Наталія Боровкова 29 квітня 1949 року в Балтійське.
У 1972 році закінчила ЛГІТМіК (курс Зіновія Корогодського) і відразу ж була прийнята на роботу до Театру юних глядачів, у виставах якого була зайнята, ще будучи студенткою.
За тридцять років зіграла на цій сцені більше 50 ролей, у тому числі в таких знаменитих виставах як «Наш цирк», «Наш, тільки наш», «Наш Чуковський», «Мес Мендусь», «Коник-Горбоконик», «Борис Годунов», «Відкритий урок», «На два голоси», «Ковток свободи», «Нетерпіння». Наталія Боровкова — одна з провідних актрис трупи.
Творче життя Наталії Боровкової пов'язана також з іншими театрами Санкт-Петербурга.
Одна з улюблених робіт — роль у виставі «Папа! Бідний, бідний тато! Ти не вилізеш з шкапа! Ти повішений нашою мамою між сукнею і піжамою», поставленому В. Селіним у «Притулку комедіанта».
Син — Федір Лавров, актор.

## Нагороди
- Заслужена артистка Російської РФСР (1985)
- Медаль ордена «За заслуги перед Вітчизною» II ступеня (18.11.2004)[3].
- Почесний диплом Законодавчих зборів Санкт-Петербурга (8.04.2009)
- Подяка Президента Російської Федерації (23.05.2013)[4]

## Творчість

### Фільмографія
1. 1973 — Заячий заповідник
2. 1981 — Грибний дощ
3. 1989 — Смерть — Ольга Мкаксимівна
4. 1991 — Без правосуддя
5. 2001 — Начальник каруселей — Ольга Мкаксимівна
6. 2001 — Убивча сила 3 — Наталія Леонідівна Каратаєва (серія «Межа міцності»)
7. 2001 — Чорний ворон — медсестра
8. 2002 — Агентство «Золота куля» — завідувачка архівного відділу
9. 2003 — Не сваріться, дівчатка! — Вівчарка
10. 2007 — Вулиці розбитих ліхтарів-8 — Світлана Кулєшова (серія «Шлюбні узи»)
11. 2007 — Щастя — Кулєшова Світлана
12. 2012 — Таємниці слідства-12 — Уральська